# 베르기젤

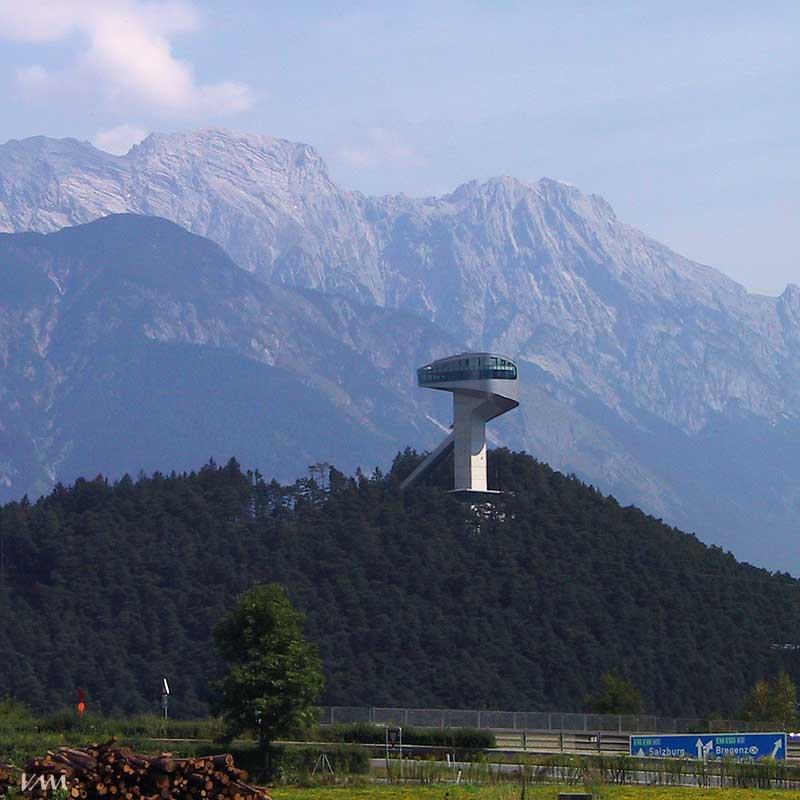
브레너 패스 (Brenner Pass)에서 베르기젤의 전망

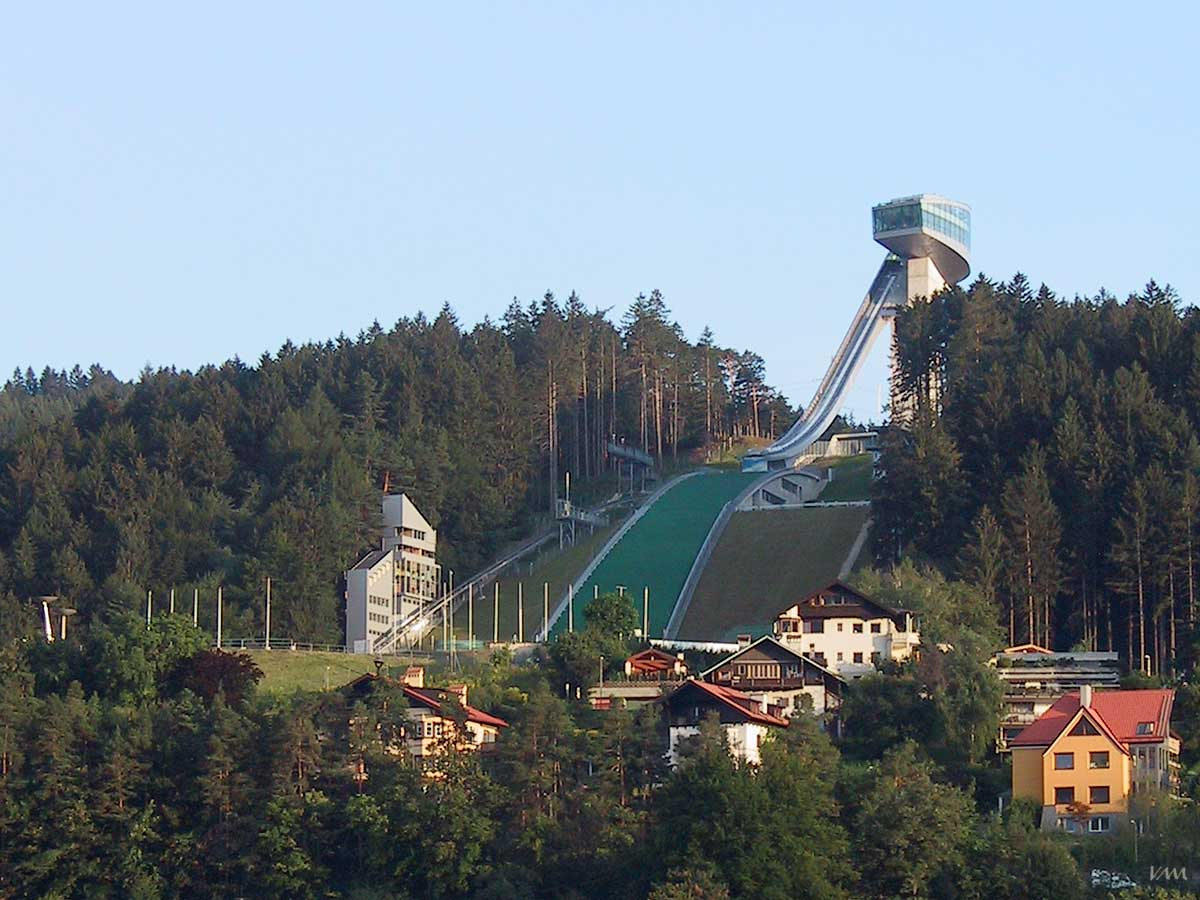
북쪽에서 베르기젤의 전망

베르기젤(Bergisel)은 746미터 높이의 언덕으로 인스부르크, 오스트리아의 남쪽, 실 강과 인 강이 만나는 빌텐(Wilten) 지역에 있다.
이 단어의 첫번째 음절인 "berg"는 어원적으로 독어 단어인 "berg" ("산"이라는 뜻을 지니고 있음) 와 일치하지 않는다. 현재 베르기젤이란 이름은 사전 로마시대의 단어인 "burgusinus" ("높은 위치")에서 유래되었다. 이것은 민간 어원을 통해 조금씩 변경돼 왔으며, 가끔 Berg Isel 또는 영어로 동등한 Mount Isel 이라고 쓴다.
이전에 이 언덕은 다양한 쓰임이 많았는데, 그 중 화장하는 곳과 빙하시대의 거주지로 사용됐다고 많이 알려졌다.
1809년에 안드레아스 호퍼 (Andreas Hofer)의 지휘 아래 네 번의 베르기젤 전투가 있었다. 1892년에는 이 전투들을 기억하기 위해 호퍼의 조각상이 세워졌다.
1952년부터 인스부르크는 포힐스 토너먼트 (Four Hills Tournament) 에 쓰이는 경사로를 갖고 있게 되었다. 베르기젤 산제 (Bergiselschanze)는 콘크리트로 만들어졌으며, 1964년 동계 올림픽이 개최될 때 더 작고 낡은 램프를 대체하였다. 또한 1976년 동계 올림픽때도 사용됐다. 그리고는 이마저도 현대 스키점핑 필요요소들을 지키지 못하는 지경에 이르렀던 2003년에 새로운 경사로가 만들어졌다. 건축가는 자하 하디드였다.
대중을 공포로 몰아넣고 많은 목숨을 앗아갔던 사고가 있기 전까지 베르기젤 스타디움은 Air & Style 스노보드 페스티벌을 개최하기도 했다.
브레너 철도 (Brenner railway) 나 브레너 고속도로 (독어로 Brenner Autobahn, 영어로 Brenner Motorway)에는 베르기젤 밑으로 연결되어 있는 터널이 있다. 또, 실 협곡이라는 레저 장소도 베르기젤에 있다.
베르기젤에 갈 수 있는 방법은 크게 두 가지이다. 인스부르크에서 슈투바이 계곡 (Stubai Valley) 철도를 타고 소넨버그호프 역 (Station Sonnenburgerhof)에서 내리거나, 트램 1 (Tram 1)으로 베르기젤 역 (Station Bergisel)에서 내리면 된다.